# 内村達三郎
内村 達三郎（うちむら たつさぶろう、1865年12月25日（慶応元年11月8日） - 1934年（昭和9年）10月）は日本の英文学者で、無教会の創始者内村鑑三の実弟である。
1865年内村宜之とヤソの次男として江戸に生まれる。兄、鑑三の感化によりキリスト教に入信する。札幌農学校（現・北海道大学）の第7期生として学ぶ。新潟の北越学館、高知、新潟、大阪、群馬、秋田で中学校教員を務める。
1894年（明治27年）9月から、立教学校（現・立教大学）の教授を務めた。
英文学者として翻訳を多数手掛ける。

## 訳書
- 『トロイの歌、第一冊』1905年
- 『ミルトン「失楽園」第一巻』1905年
- 『ソポクレス悲劇「オイデプス王」』1907年
- 『イミターシヨ・クリスチ（基督のまねび）』1928年
- 『完訳・懺悔録（アウグスチヌス）』1933年